# 심호흡의 필요
《심호흡의 필요》(일본어: 深呼吸の必要 신코큐노 히쓰요[*])는 오키나와현의 사탕수수 밭을 무대로 한 일본의 청춘 영화이다. 2004년 5월 29일에 개봉되었다.

## 개요
할아버지와 할머니가 경작하는 오키나와현의 사탕수수 밭에, 기일까지 사탕수수 수확을 끝내기 위한 수수베기 아르바이트를 위해 모인 젊은이들이 매일 힘든 아르바이트를 해나가며 서로 알게되는 각자의 과거, 고민, 희망. 젊은이들 사이에 일어나는 만남과 갈등, 마음의 교류가 오키나와의 아름다운 자연 속에 상쾌하려 그려진다.
일본항공이 특별 협찬되어 해당 영화와 공동으로 오키나와 캠페인이 전개됐다. 또한 일본항공이 제공하는 라디오 프로그램 "JET STREAM"에서 이 작품을 바탕으로 한 라디오 드라마가 방송되었다.
제목은 시인, 평론가의 오사다 히로시의 동명의 시집에 기인.

## 출연
- 타치바나 히나미 - 카리나
- 이케우치 슈이치 - 타니하라 쇼스케
- 니시무라 다이스케 - 나리미야 히로키
- 도이 카나코 - 나가사와 마사미
- 카와노 에츠코 - 카네코 사야카
- 츠지모토 미스즈 - 쿠온 사야카
- 타도코로 유타카 - 오오모리 나오
- 타이라(할아버지) - 기타무라 사부로
- 타이라 츠루(할머니) - 요시다 타에코
- 미야자토 카즈오 - 카미지 유스케

## 스태프
- 제작자 : 사카가미 나오유키, 히사마츠 다케로, 카와시로 카즈미, 야스다 마사히로
- 기획 : 코타키 쇼헤이 , 오카다 요시카즈
- 프로듀서 : 치노 요시히코, 후루카와 카즈히로, 모리야 초이쿠, 카토 요시히로
- 감독 : 시노하라 데츠오
- 각본 : 하세가와 야스오
- 촬영 : 시바누시 다카히데
- 편집 : 오쿠하라 요시우키
- 음악 : 고바야시 다케시
- 제작 : 일본 헤럴드 영화, 쇼치쿠, 덴쓰, 반다이 비주얼, 엔진 네트워크, 이매지카, FM 도쿄, 데스티니
- 배급 : 일본 헤럴드 영화, 쇼치쿠

## 주제가
- 마이 리틀 러버 〈심호흡의 필요〉
  - 싱글 〈바람과 하늘의 기림〉에 수록.